# Kadri Göktulga
Kadri Göktulga (né le 1er janvier 1904 à Constantinople à l'époque dans l'Empire ottoman, aujourd'hui en Turquie, et mort le 25 octobre 1973 dans la même ville) est un joueur de football international turc, qui évoluait au poste de défenseur et de milieu de terrain.

## Biographie

### Carrière en sélection
Avec l'équipe de Turquie, il joue 10 matchs (pour un but inscrit) entre 1923 et 1926. Son bilan en équipe nationale est de deux victoires, un match nul et sept défaites. 
Il figure dans le groupe des sélectionnés lors des Jeux olympiques de 1924 et de 1928. Il joue un match face à la Tchécoslovaquie lors du tournoi olympique de 1924 et un match contre l'Egypte lors du tournoi olympique de 1928.